# Augustus Juilliard
Augustus D. Juilliard (19 de abril de 1836 - 25 de abril de 1919) fue un hombre de negocios estadounidense cuya filantropía le llevó a construir el renombrado conservatorio de danza, música y teatro en la ciudad de Nueva York que hoy lleva su nombre (The Julliard School).

## Biografía
Hijo de inmigrantes originarios de la región de Borgoña en Francia, Juilliard nació en alta mar mientras sus padres se dirigían hacia los Estados Unidos. Sus padres fueron Jean Nicolas Juilliard, un zapatero y Anna Burlette, ambos eran Hugonotes. Augustus fue criado cerca de Louisville, en Ohio.  
En 1866 se estableció en Nueva York y trabajó para una compañía textil. La compañía se fue a la bancarrota siete años después, en 1873, y Augustus Juilliard creó su propia compañía, la Compañía Augustus D. Juilliard en 1874, la cual distribuía textiles como seda, lana y algodón. Se convirtió en un exitoso y adinerado mercader quien acrecentó su fortuna a través de inversiones en la banca, ferrocarriles, y seguros. Fue miembro fundador y presidente de Metropolitan Opera and Real Estate Company. También fue fideicomisario del Museo Americano de Historia Natural y miembro de la Sociedad Geográfica Americana, de la Sociedad Americana de Bellas Artes y del Museo Metropolitano de Arte. 
Su testamento incluía el mayor aporte para el desarrollo de la música hasta el momento, además de otorgar fondos a diversas caridades. Con alrededor de 20 millones de dólares, se creó la Fundación Musical Juilliard, que colaboró en la apertura de Juilliard School of Music en 1924.